# Peter Maffay
Peter Maffay, né le 30 août 1949 à Kronstadt (Brașov, en Roumanie), est un chanteur, compositeur et guitariste allemand.
Après des études de médecine, il décide de se consacrer entièrement à la musique. Il est auteur-compositeur-interprète de la quasi-totalité de son répertoire. Il est le créateur du personnage de Tabaluga en 1983, un dragon de fiction destiné à paraître dans une comédie musicale et vedette d'une série animée de trois saisons créée à la fin des années 1990. 
Méconnu en dehors des pays germanophones, il est une figure importante du paysage musical et artistique dans son pays originel. Du début de sa carrière à 2012, il y a vendu plus de 50 millions de disques.

## Biographie
Sa carrière commence en 1980 avec la chanson Über Sieben Brücken mußt du geh'n du groupe Karat.
En 2006, il sort un album international intitulé Begegnungen - Eine Allianz Für Kinder qui est soutenu par Angela Merkel. Dans cet album, il interprète en duo avec le chanteur sud-africain Zola la chanson Don't Cry,  ainsi que Heartbeat avec Robby Romero, Soul Prayer avec Tsipi Maschid, Say Yeah avec Chen Lin, Hola Peru avec David Nunez del Prado Santander, ou encore Salaamalek avec Farhad Dayra.
Inspiré du rock'n'roll américain des années 1970, son répertoire compte parmi ses titres les plus célèbres So Bist Du, Josie, Samstag abend in unserer Strasse, Und es war Sommer, Frieden, Angela, Carambolage, Halt dich an mir Fest, Ich wollte nie erwachsen sein...

## Distinctions
En 2018, il est récipiendaire de la médaille Buber-Rosenzweig. Cette distinction est attribuée chaque année en Allemagne à une personnalité ayant contribué de façon éminente au dialogue et au rapprochement entre juifs et chrétiens. La chancelière Angela Merkel, qui fut la marraine de son album Begegnungen-eine Allianz für Kinder en 2006, reçut cette distinction en 2019.